# Вількоцин
Вількоцин (пол. Wilkocin) — село в Польщі, у гміні Пшемкув Польковицького повіту Нижньосілезького воєводства.
Населення — 259 осіб (2011).
У 1975-1998 роках село належало до Легницького воєводства.

## Демографія
Демографічна структура станом на 31 березня 2011 року:
|          | Загалом | Допрацездатний вік | Працездатний вік | Постпрацездатний вік |
| -------- | ------- | ------------------ | ---------------- | -------------------- |
| Чоловіки | 133     | 34                 | 82               | 17                   |
| Жінки    | 126     | 24                 | 71               | 31                   |
| Разом    | 259     | 58                 | 153              | 48                   |